# Джеймс, Скотти
Ско́тти Джеймс (англ. Scotty James; род. 6 июля 1994, Мельбурн) — австралийский сноубордист, выступающий в хафпайпе, слоупстайле, биг-эйре. Бронзовый призёр зимних Олимпийских игр 2018 года в хафпайпе, четырёхкратный чемпион мира в хафпайпе, двукратный чемпион X-Games в суперпайпе, победитель этапов Кубка мира, обладатель Малого Хрустального глобуса (2013/14 и 2016/17) в хафпайпе.

## Биография
Скотт родился 6 июля 1994 года в Мельбурне, штат Виктория. На лыжах Скотти начал кататься в год, а на сноуборде — в 3 года. А уже в 14 лет Джеймс хорошо показал себя на Кубке Европы в Саас-Фе (Швейцария) и завоевал путёвку на этапы Кубка мира.
В январе 2010 года на этапе Кубка мира в Крайшберге (Австрия) Джеймс занял 23-е место. В этом же году Red Bull становится официальным спонсором сноубордиста. Заняв 15-е место в хафпайпе на чемпионате мира в Канвондо (Корея), он завоевал путёвку на зимние Олимпийские игры 2010 года в Ванкувере, где стал самым молодым участником. Тогда австралийская газета назвала Скота «самым крутым спортсменом-школьником мира».

## Результаты выступлений в Кубке мира
| 2012-13 Итоги (AFU) | 2012-13 Итоги (AFU) | Кардона | Рука | Купер | Купер | ЧМ Стоунхем | ЧМ Стоунхем | Парк-Сити | Сочи | Сочи | Шпиндлерув-Млин | Сьерра-Невада | Сьерра-Невада |
| Очков               | Место               | Х-П     | Х-П  | Х-П   | С-С   | Х-П         | С-С         | Х-П       | Х-П  | C-C  | С-С             | Х-П           | C-C           |
| 1405                | 11                  | 11      | canc | 28    | 39    | 6           | 16          | 6         | 13   | canc | 19              | 6             | 27            |

| 2013-14 Итоги (AFU) | 2013-14 Итоги (AFU) | Кардона | Кардона | Рука | Купер | Купер | Стоунхем | Стоунхем | Стоунхем | ОИ Сочи | ОИ Сочи | Крайшберг |
| Очков               | Место               | Х-П     | C-C     | Х-П  | Х-П   | C-C   | Б-Э      | Х-П      | C-C      | Х-П     | C-C     | C-C       |
| 1980                | 3                   | 6       | canc    | -    | 6     | 9     | -        | 3        | 9        | 16      | 21      | -         |